# Rue de l'Évêché (Liège)
Pour les articles homonymes, voir Rue de l'Évêché.
La rue de l'Évêché est une rue du centre de Liège dans le quartier latin reliant la rue du Vertbois  au boulevard Piercot.

## Odonymie
Avant 1863, cette artère s'appelait la rue du Moulin Saint-Jacques faisant référence à un moulin à eau qui se dressait à l'époque au bout de la rue (côté nord) en rive gauche de la Meuse qui y coulait. La section Blonden-Avroy-Piercot de la Meuse a été remblayée en 1863, le boulevard Piercot actuel a été créé et le moulin a forcément disparu. 
La rue prend alors le nom de rue l'Évêché en 1863 car le siège épiscopal de Liège avait été transféré en 1801 à l'abbaye de Beaurepart voisine de la rue. 

## Situation et description
Cette rue mesurant approximativement 175 mètres relie  la rue du Vertbois au boulevard Piercot. Elle se rétrécit à une largeur d'environ 3 mètres pendant une trentaine de mètres près de la rue du Vertbois. La rue longe à cet endroit l'aile droite du Vertbois, l'ancien hospice des Incurables et des filles repenties. Au no 25, une grille protège l'accès aux jardins de l'évêché. La rue applique un sens unique de circulation automobile dans le sens Piercot-Vertbois.

## Architecture
- L'immeuble d'angle avec la rue du Vertbois possède quelques caractéristiques propres au style Art nouveau dont un sgraffite placé au-dessus de la travée d'angle et représentant un ardoisier au travail.

- L'immeuble situé au no 2 a été bâti à la fin du XVIIIe siècle. L'entrée se fait par une cour qui a fait l'objet d'une rénovation récente[1].

## Voies adjacentes
- Rue du Vertbois
- Rue Rouveroy
- Boulevard Piercot